# Michael Melka
Michael Melka est un footballeur allemand né le 9 juillet 1978 à Castrop-Rauxel.

## Palmarès
Vierge